# Jaderná elektrárna Iguape
Jaderná elektrárna Iguape (portugalsky Usina Nuclear de Iguape) byla plánovaná jaderná elektrárna v Brazílii. Nacházet se měla u města Iguape v brazilském státě São Paulo na severovýchodním úpatí masivu Juréia. Kvůli hospodářské krizi na počátku 80. let byl projekt zpočátku zdržen a poté v roce 1985 pro nedostatek financí zcela opuštěn.

## Historie a technické informace

### Počátky
4. června 1980 schválil brazilský prezident João Baptista de Oliveira Figueiredo dekret číslo 84 771, který společnosti Nuclebras umožnil vyvlastnit 236 kilometrů čtverečních pro výstavbu čtvrtého a pátého jaderného reaktoru v Brazílii. Pro tento účel bylo vybráno místo mezi městy Iguape a Peruíbe ve státě São Paulo. Přestože byly tyto informace utajovány, pronikly do místních novin, což vyvolalo odpor místních vůči stavbě, také proti členům vlády, kteří o tom rozhodli. Starosta Iguape prohlásil, že stojí za opozicí ve svém městě. Reaktory byly součástí následných zakázek, které byly společnosti Kraftwerk Union AG přislíbeny po dokončení druhého a třetího bloku v jaderné elektrárně Angra. Se společností Kraftwerk Union AG mělo být v Brazílii postaveno celkem až osm reaktorů.
Průzkum lokality začal v říjnu 1980 se zaměřením zejména na oceánografické údaje, jako je teplota, slanost vody, mořské proudy, hladina rozpuštěného kyslíku a dusíku a různé druhy planktonu. Projekt byl ale poprvé odložen na konci roku 1980, přičemž se brzy ukázalo, že kapacita této jaderné elektrárny nebude potřeba dříve než koncem 80. let a některé bloky nebudou potřeba vůbec. Přesto se předpokládalo, že průzkum lokality by mohl být dokončen do konce roku 1981, protože v té době byl již v pokročilé fázi. Společnost Kraftwerk Union také plánovala nechat v Brazílii vyrobit všechny těžké komponenty kvůli náročnosti přepravy.
Počátkem roku 1982, po schůzce s Electrobras a Nuclebras, brazilský ministr energetiky Cesar Cals oznámil, že program výstavby bude zredukován na 6 reaktorů a že výstavba obou reaktorů v Iguape bude odložena o dva roky, což odložilo spuštění prvního bloku do provozu na rok 1991 a druhého na rok 1992. Spotřeba elektřiny vzrostla v roce 1981 pouze o 3,3 %, takže očekávané hranice 11 % nebylo dosaženo. To také znamenalo, že komponenty pro jadernou elektrárnu nemusely být oficiálně objednány až do roku 1984. Přesto bylo plánováno začít některé stavební práce již na konci roku 1984 a v říjnu 1982 dal prezident Nuclebras Paulo Nogueira Batista Kraftwerk Union příslib, že přípravné práce na jaderné elektrárně Iguape by měly začít na jaře roce 1983.
Na konci roku 1982 byly brazilským společnostem podány první oficiální objednávky na výrobu komponentů. Krátce poté, 6. ledna 1983, brazilská vláda začala zvažovat další odkládání zahájení stavby kvůli špatné finanční a ekonomické situaci v zemi. V důsledku toho byly objednávky zadané v roce 1983 znovu zrušeny. KWU o tom byl plně informována. Zahájení stavby bylo nakonec po vzájemné dohodě odloženo, proto se předpokládalo zahájení stavby nejpozději v roce 1986 pro Iguape-1 a 1987 pro Iguape-2. Přesto mohly na místě proběhnout počáteční přípravné práce k rozvoji místa. Odložení projektu však mělo negativní dopad na dodavatele těžkých komponentů NUCLEP. Ten již zahájil výrobu jedné tlakové nádoby reaktoru, čtyř parogenerátorů a dalších komponentů pro Iguape-1, ale musel odepsat miliardové ztráty kvůli zrušeným kontraktům, zatímco portfolio zakázek bylo v roce 1985 pouze 1,2 miliardy dolarů. V roce 1985 byla společnost NUCLEP, sama dceřiná společnost Kraftwerk Union a dalších akcionářů z Německa a Rakouska, finančně blízko krachu, protože již vyrobené komponenty způsobily vysoké náklady na skladování. Brazilské vládě byly proto navrženy tři možnosti:
- Postavit jadernou elektrárnu i přes ekonomické potíže.
- Společná výstavba vodních elektráren, která se v té době zdála ekonomičtější, opuštění projektu jaderné elektrárny.
- Trvalé skladování komponentů na náklady Brazílie až do doby, než se elektrárna postaví.

### Konec projektu
V roce 1985 se ministr plánování Joao Sayad rozhodl nepostavit jadernou elektrárnu Iguape a opustit komponenty kvůli nákladům, které si Brazílie nemohla dovolit. Ministr plánování také požádal Nuclebras, aby prodal pozemky, které již vlastnil pro jadernou elektrárnu, což znamenalo, že Nuclebras již nebyl schopen rezervovat místo pro výstavbu budoucí jaderné elektrárny. Nastal však problém, protože transfer technologie z Německa do Brazílie pro tlakovodní reaktor 1300 MW od KWU by byl dokončen až výstavbou třetí elektrárny, a proto prezident Nuclebras Licinio Seabra upozornil že bylo třeba postavit alespoň jeden další reaktorový blok. Ve stejném roce, s provizorním ukončením stavebního programu, Licinio Seabra připustil, že téměř 10 let transferu technologií bylo zcela ztraceno. Byl zřízen fond pro dodavatelský průmysl, jako je NUCLEP, a také jako podpora pro Nuclebras s cílem ušetřit peníze na restrukturalizaci.

### Technologie
Oba bloky měly být vybaveny dvěma německými tlakovodními reaktory od KWU, z nichž oba měly dosahovat hrubého výkonu 1312 MW, přičemž každý blok měl přivádět do sítě 1245 MW elektřiny. 
Velká pozornost byla věnována zejména návrhu zpětného vedení chladicí vody, protože vlnové proudy na této části pobřeží jsou velmi neobvyklé. Nejjednodušší možností bylo vybudovat normální 4 km dlouhý výstupní kanál, protože terén v lokalitě je velmi plochý, ale pak je proudění vln blokováno, což znamená, že se teplá odpadní voda neředí a v konečném důsledku není chlazení realizováno dostatečně efektivně a ekologicky. Další možností bylo vybudování podzemního tunelu, kterým by byla teplá odpadní voda odváděna o 2 kilometry dále od pobřeží směrem do moře. Jednalo se o nejefektivnější, ale také nejdražší variantu. Třetí možností byla instalace 2 km dlouhého pobřežního kanálu, jehož mnoha otvory by byla teplá odpadní voda široce distribuovaná podél pobřeží.

## Informace o reaktorech
| Reaktor  | Typ reaktoru | Výkon   | Výkon   | Zahájení výstavby             | Připojení k síti              | Uvedení do provozu            | Uzavření |
| Reaktor  | Typ reaktoru | Čistý   | Hrubý   | Zahájení výstavby             | Připojení k síti              | Uvedení do provozu            | Uzavření |
| -------- | ------------ | ------- | ------- | ----------------------------- | ----------------------------- | ----------------------------- | -------- |
| Iguape-1 | KWU-1300     | 1245 MW | 1312 MW | Plánování zrušeno v roce 1985 | Plánování zrušeno v roce 1985 | Plánování zrušeno v roce 1985 |          |
| Iguape-2 | KWU-1300     | 1245 MW | 1312 MW | Plánování zrušeno v roce 1985 | Plánování zrušeno v roce 1985 | Plánování zrušeno v roce 1985 |          |